# Kloster Tennenbach
Das Kloster Tennenbach ist eine ehemalige Zisterzienserabtei (circa 1158–1806), gelegen bei Freiamt und Emmendingen in Baden-Württemberg. Nach seiner Gründung entwickelte sich Tennenbach zu einem der bedeutendsten und größten Klöster im südwestdeutschen Raum. Dies liegt zum einen an den mehr als 200 Gütern, die im Besitz des Klosters waren, zum anderen an der großen Anzahl (672) von Reliquien und Heiligenpartikeln, welche die Zahl der im Mutterhaus verwahrten (374) weit übertraf.

## Geschichte

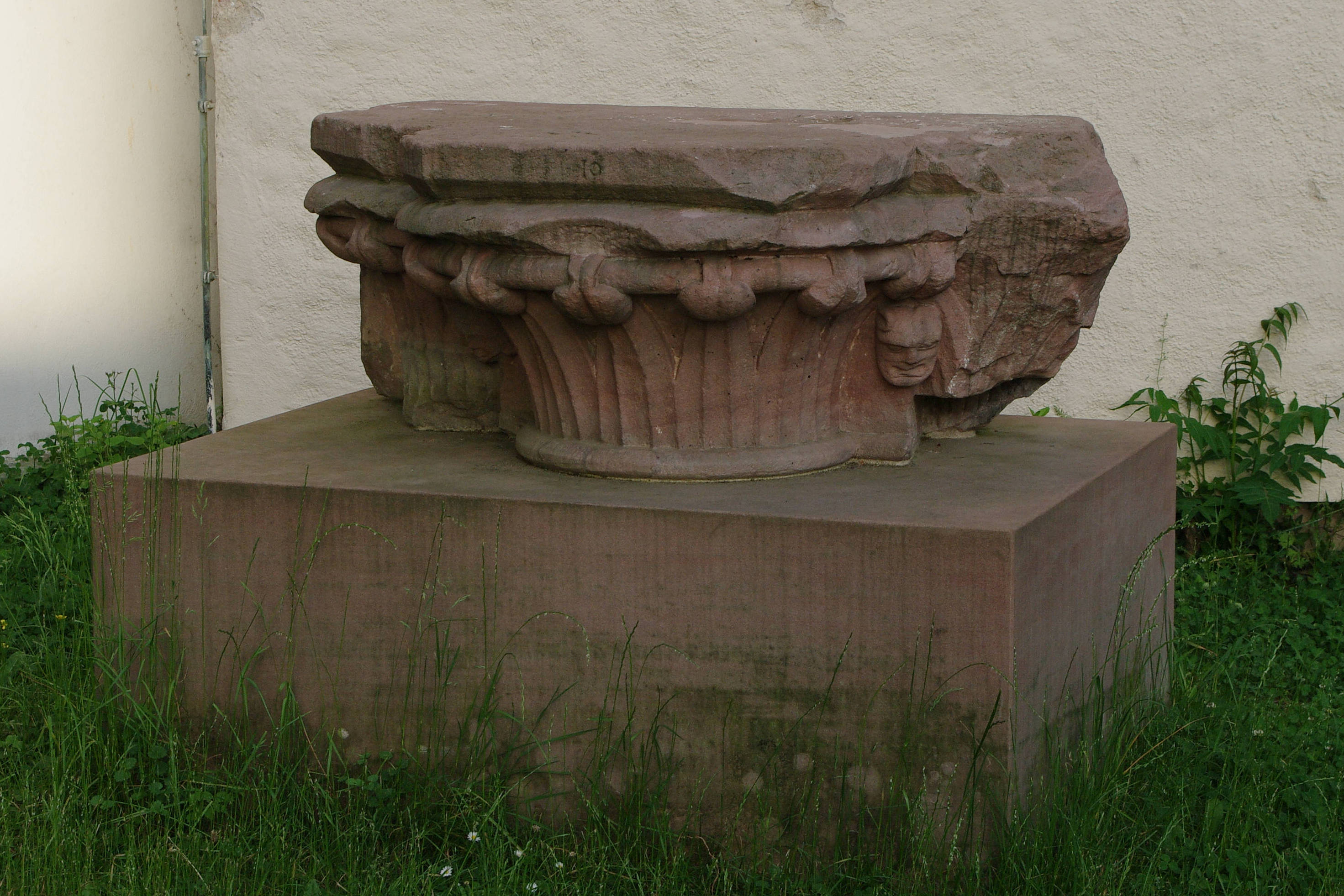
Spätromanisch-frühgotisches Knospenkapitell mit eingesetzten Köpfchen von der Innenseite des Hauptportals der ehemaligen Tennenbacher Klosterkirche, um 1220, 1829–1944 Wiederverwendung in der alten Ludwigskirche in Freiburg, seit 2007 bei der neuen Ludwigskirche aufgestellt

Das Zisterzienserkloster Tennenbach – zunächst Porta Coeli („Himmelspforte“) genannt – wurde wahrscheinlich im Zeitraum von 1158 bis 1161 gegründet. Zwölf Mönche unter ihrem Abt Hesso übersiedelten damals vom bernischen Kloster Frienisberg. Ob dies auf Veranlassung Herzog Bertholds IV. von Zähringen (1152–1186) erfolgte, ist zweifelhaft. Zu den Stifterfamilien Tennenbachs gehörten die Herren von Emmendingen, die Herren von Hornberg, die Herren von Keppenbach und die Herren von Üsenberg. Eine in der Mitte des 13. Jahrhunderts gefälschte Gründungsnotiz, die angeblich 1161 auf der Hochburg verfasst wurde, nennt den Besitz bestimmter Güter und Rechte in der Nachbarschaft Tennenbachs und führt eine Liste mit Zeugen an, zu denen auch Herzog Berthold und Markgraf Hermann III. oder IV. von Baden (1130–1160 oder 1160–1190) gehören. Rechte und Güter der Zisterzienserabtei am Westabhang des Schwarzwalds sind aber schon in dem Privileg Papst Alexanders III. vom 5. August 1178 aufgeführt. Von weltlicher Seite her soll Kaiser Friedrich I. Barbarossa (1152–1190) für Tennenbach geurkundet haben, während die Wegnahme von Klostergut in Neuenburg wegen der Gründung der gleichnamigen Stadt durch Herzog Berthold IV. (zwischen 1170 und 1180) noch im Tennenbacher Güterbuch des 14. Jahrhunderts Protest hervorrief.
Tennenbach unterstand ab Ende des 12. Jahrhunderts der Reichsabtei Salem. Grangien, vom Kloster in Eigenbewirtschaftung betriebene Ländereien, bestimmten das Gefüge des Grundbesitzes, der sich in der Oberrheinebene und im westlichen Schwarzwald konzentrierte, während der Tennenbacher Besitz in der Baar weitgehend davon isoliert war. Im 13. Jahrhundert wirkte dort der später selig gesprochene Mönch und Priester Hugo von Tennenbach († 20. August 1270): Hugo führte ein weltliches Leben, bis er 1215 schwer erkrankte. Ins Kloster Tennenbach gebracht, genas er wider Erwarten und trat darauf als Zisterziensermönch in das Kloster ein. Vorbildlich wirkte er als Mönch und Priester. Schon bald nach Hugos Tod verehrte ihn das Volk.
Im 13. und 14. Jahrhundert hatten die Markgrafen von Hachberg die Klostervogtei inne und errichteten im Kloster Tennenbach ihre Grablege. Ab 1373 beanspruchten die Habsburger die Klostervogtei.

Übersichtsplan des Klosters Tennenbach als Barockbau von Peter Thumb, 1759

1444 verwüsteten angeblich die Armagnaken das Kloster Tennenbach. Eindeutige Belege hierfür fehlen jedoch. 1525 im Bauernkrieg geriet es teilweise in Brand, zumindest die Kirche und die Kapelle blieben aber erhalten.
Am 15. Juli 1590 konvertierte Markgraf Jakob III. im Kloster Tennenbach zum katholischen Glauben. Im Dreißigjährigen Krieg verließen die Mönche nochmals den Konvent. Sie lagerten Archive und Sakralschätze zunächst nach Freiburg aus, später nach Breisach. Dort fielen sie in Teilen an Herzog Bernhard von Weimar, als dieser Breisach eroberte, doch wurden das Klosterarchiv und das Güterbuch in das schweizerische Wettingen gerettet. Ein Zufluchtsort war auch das abgelegene Kloster Friedenweiler. 1723 zerstörte ein Brand viele Gebäude Tennenbachs. Abt Leopold Münzer, der aus Freiburg stammte, betrieb von 1726 bis 1741 den Wiederaufbau als Barockkloster durch den Vorarlberger Baumeister Peter Thumb. Im Rahmen der Säkularisation von 1806 hob das Großherzogtum Baden das lukrative Kloster auf. Die übernommenen Werte beliefen sich auf 550000 Gulden. Die letzten Mönche wurden entschädigt.
Während der Napoleonischen Kriege wurde 1813/14 im ehemaligen Kloster ein Lazarett für österreichische und bayerische Soldaten eingerichtet. Infolge von Verletzungen und des grassierenden Lazarettfiebers starben mehr als 1500 Soldaten. Zunächst wurden sie auf dem ehemaligen Klosterfriedhof beigesetzt, später etwa 1000 in einem Massengrab im Wald ca. 800 Meter vom Kloster entfernt. An beiden Grabstellen befinden sich heute Denkmäler. 1829 begann der Abbruch der Klostergebäude und die Versteigerung der gewonnenen Steine.

## Bauten und Anlage
Nach dem Abriss war die Anlage des Klosters lange Zeit nur noch aus zeitgenössischen Ansichten und Plänen nachvollziehbar. Die einzigen vorhandenen Reste sind die Hospitalkapelle, das Freidhofekreuz und der Keller des heutigen Gasthauses Engel.

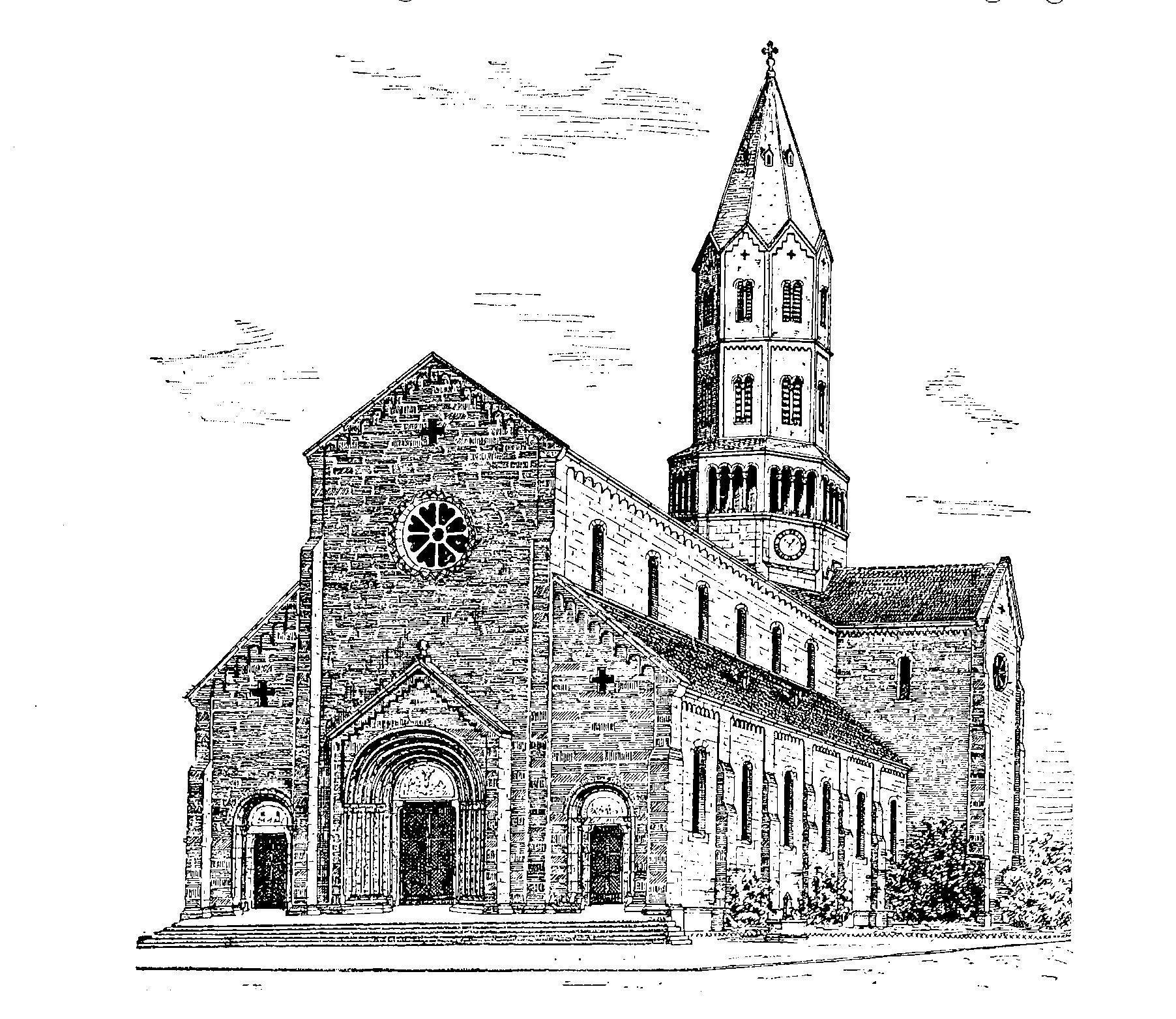
Alte Ludwigskirche

Die romanische Klosterkirche wurde 1829/30 abgetragen und in Freiburg als erste evangelische Kirche, die alte Ludwigskirche, wieder aufgebaut. Nach deren völliger Zerstörung im Jahre 1944 wurden etliche Werksteine gerettet und 1952–1954 als Spolien in der neuen Ludwigskirche verbaut. Seit 2007 wurden weitere wiedergefundene Steine als Erinnerungsstücke neben der Kirche aufgestellt.
Das vermutlich aus Tennenbach stammende Retabel ist gegenwärtig auf zwei Sammlungen verteilt: Es befinden sich acht Tafeln eines oberrheinischen Meisters mit Szenen des Marienlebens (um 1420/30) sowie weitere Tafeln mit Szenen aus der Passion Christi (Gebet am Ölberg, Christus vor Pilatus, die Dornenkrönung und Geißelung Christi) im Augustinermuseum Freiburg. In der Staatlichen Kunsthalle Karlsruhe sind drei Malereifragmente (Kreuzigung, Gefangennahme mit dem Judaskuss und die Grablegung) erhalten. Die Passionsszenen sind von einer anderen Hand als die mariologischen und könnten aufgrund des neueren Stils auch jüngeren Datums (um 1430/35) sein.
Die Tennenbacher Klausur lag auf der Südseite der Kirche. Die barocken Klostergebäude von Peter Thumb wurden bis auf die Reste eines Ökonomiegebäudes abgebrochen.

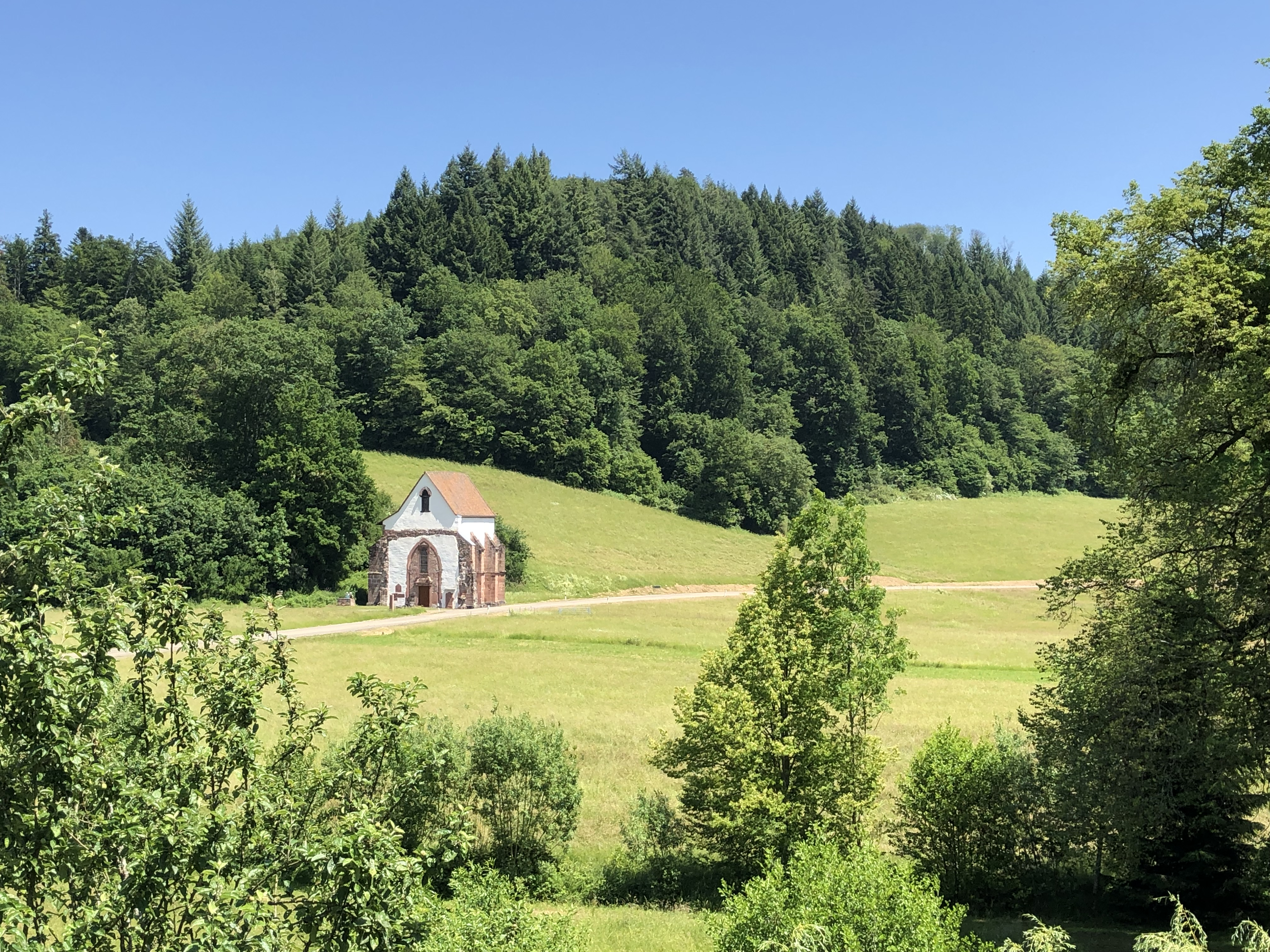
Die vom Kloster verbliebene ursprüngliche Hospitalkapelle und spätere (nach 1556) Tennenbacher Pfarrkirche im Juni 2019. Auf beiden Seiten der heutigen Straße lagen die Klausur, die Kreuzgänge usw.

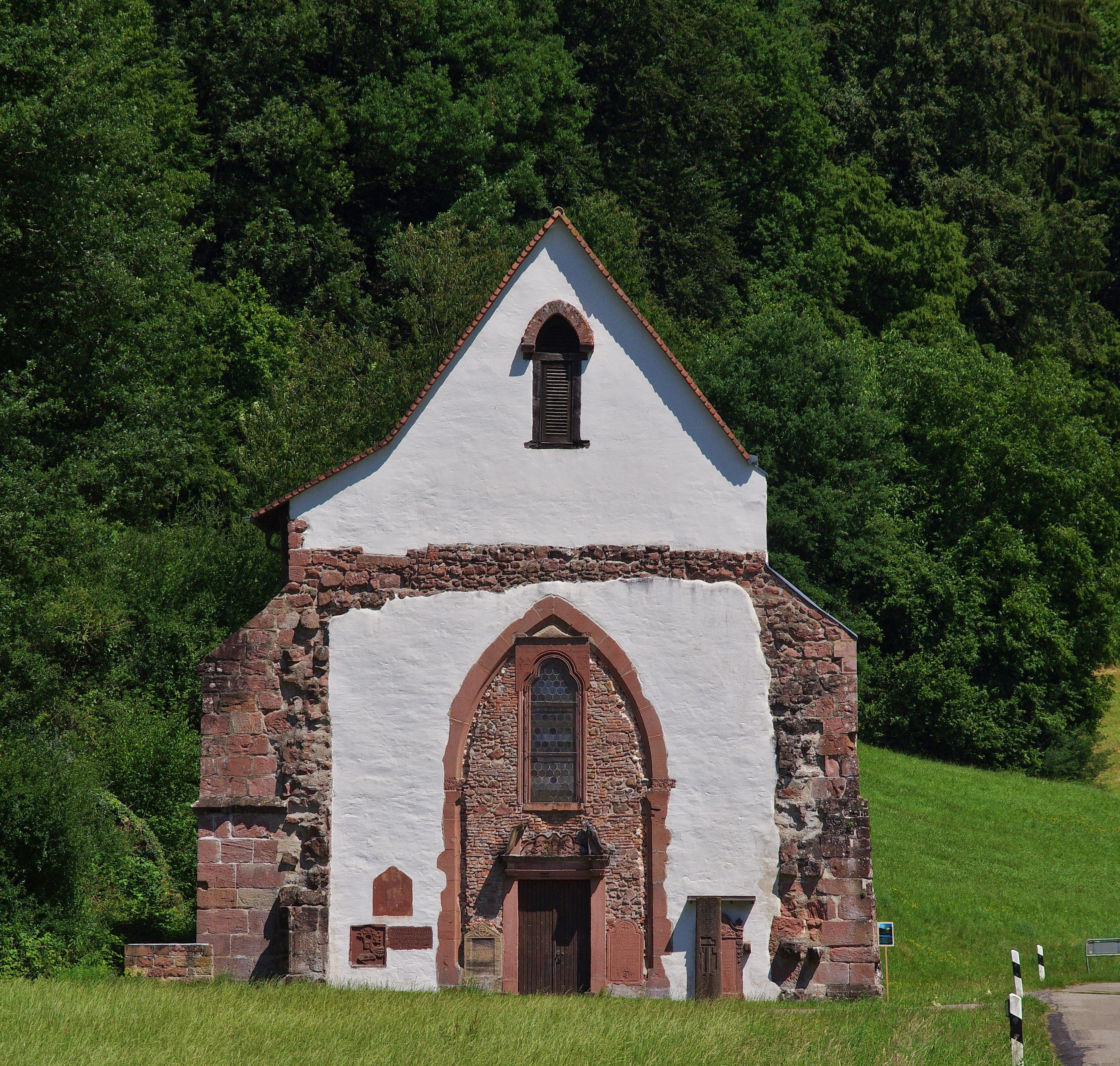
Kapelle mit Grabplatten in der Westwand, Erhaltungszustand 2011

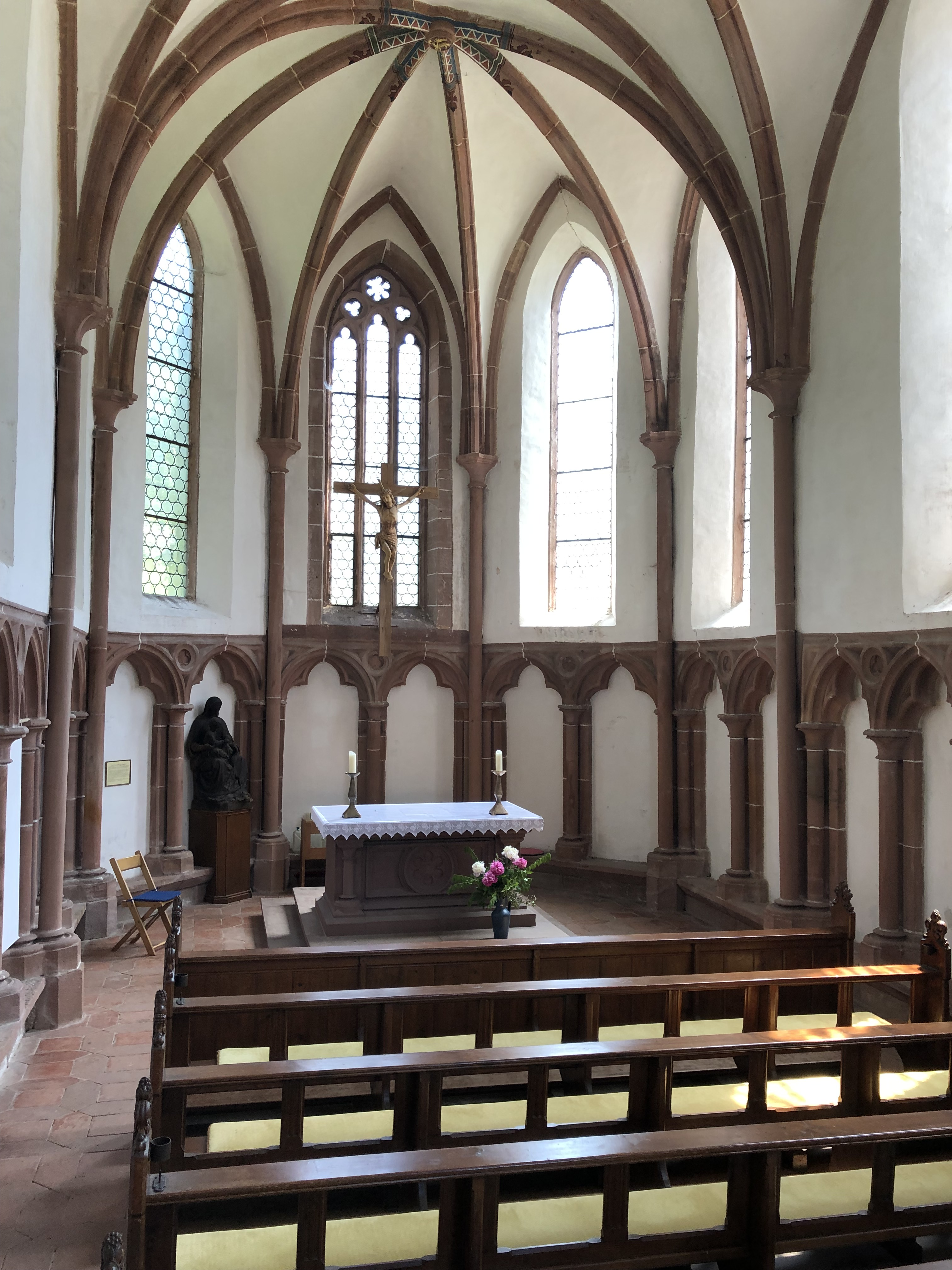
Innenraum der Kapelle

Die Kapelle aus dem 13. Jahrhundert wurde 1280 von Minnesänger Bruno von Hornberg gestiftet. Ihre Westfront zeigt deutlich, dass dieser Bau nicht freistand, sondern an ein Gebäude, das Infirmarium, angebunden war. Ein solcher Krankentrakt war in Zisterzienserklöstern die Regel. Bemerkenswert sind die Zahl und Anordnung der Steinmetzzeichen. Nach Einführung der Reformation in der Markgrafschaft Baden-Durlach 1556 diente die Kapelle bis 1836 den ca. 25 Handwerkerfamilien, die in Diensten des Klosters standen, als Pfarrkirche. An der Westfront ist die Inschrift In honorem Sanctissimae Virginis Mariae hoc sacellum restauravit A(ntonius Merz) A(bt) Z(ue) T(ennenbach) in den Sandstein graviert. In die Westwand sind auch Grabplatten aus dem 18. Jahrhundert eingelassen. Der manieristische Altar befindet sich heute in der Freiburger Augustinerkirche.
Vieles ergibt sich aus einem Codex der Reichsabtei Salem, der in der Universitätsbibliothek Heidelberg verwahrt wird. In diesem Codex ist auch die Lebensgeschichte Hugo von Tennenbachs enthalten. Verfasser ist sehr wahrscheinlich ein Gottfried von Freiburg. Er war Schreiber und für die Abfassung von Urkunden im Breisgau im 13. Jahrhundert verantwortlich. Nachdem er dem Kloster in Tennenbach beigetreten war, erlebte er dort den Tod Hugos und hat als Auftragsarbeit des Abtes Heinrich von Falkenstein dessen Biografie verfasst.
Nach einem Bericht der Badischen Zeitung vom 31. Mai 2012 sollten auf dem 5 Hektar großen Gelände die genauen Ausmaße des Klosters festgestellt werden. Dazu wurden im Mai 2012 ca. 3000 Messpunkte auf dem Gelände abgesteckt und der Boden mit einem Bodenradar bis in eine Tiefe von 2,70 m untersucht. Mit diesen Daten war die Baustruktur erkennbar, also die Lage der Gebäude, Brunnen, Pfeiler und Anbauten. Ein Ergebnis der Untersuchung war u. a., dass südlich von Kapelle und Infirmarium offenbar ein zweiter, kleiner Kreuzgang existierte und dass ein Bach unter der Krankenstation hindurchlief.
Aus den Aufnahmen ließen sich die grundlegenden Strukturen erkennen: So waren die Umfassungsmauern deutlich sichtbar. Kirche und Klausur waren von einem engen Mauerring umgeben, ein Areal, das den Mönchen vorbehalten war. An diesen inneren Bereich schloss sich der öffentlich zugängliche äußere an. Auch der Wirtschaftstrakt mit zahlreichen Nebengebäuden war klar zu erkennen.
Ab Ende des 19. Jahrhunderts entstand aus einem Wirtschaftsweg quer über die Fundamente langsam eine Straße, auf die wohl nach 1945 der gesamte Verkehr gelegt wurde, der über viele Jahrhunderte einzig über die „Alte Straße“ abgewickelt worden war. Im Tal bestanden ca. 25 Sandsteinbrüche, aus denen u. a. die Steine für die Kirche in St. Peter und für Teile des Freiburger Münsters gewonnen wurden und heute aus dem Steinbruch Lange Au (48° 8′ 38,7″ N, 7° 52′ 59″ O) auch wieder werden.
Nach langer Trockenheit zeichnet sich der Grundriss der Anlage in den Wiesen auf beiden Seiten der Straße ab.